# Иван Салабашев
Иван Петров Салабашев е български математик и политик от Либералната партия в Източна Румелия, после в Съединена България от Народнолибералната, след това от Демократическата партия.
Заема министерски постове: директор на правосъдието (1882 – 1884) в Източна Румелия, после финансов министър в правителството на Стефан Стамболов (1888 – 1890; 1892 – 1894) и в първото правителство на Александър Малинов (1908 – 1910), както и правосъден министър (1892). Той е народен представител в VI (1890 – 1893), VII (1893 – 1894), XI (1901) и XIII (1903 – 1908) обикновено народно събрание.
Действителен член (академик) на Българското книжовно дружество (от 1884 г.)

## Биография
Иван Салабашев е роден в Ески Заара (днес Стара Загора) на 19 януари (7 януари стар стил) 1853 г. Той е син на Петър Начов Салабашев и Смарайда хаджи-Йоргова Стоева. Негов брат е видният военен деец полковник Стефан Салабашев.
Завършва гимназия в град Табор, Чехия (1872) и математика в Пражката политехника (1876). Темата на разработката е „Декартова крива линия“, която се смята за първи оригинален български труд по математика. Участва като доброволец на страната на Сърбия в Сръбско-турската война през 1876, след което е учител в Болградската гимназия (1877 – 1879).
След Освобождението Салабашев се връща в Пловдив. През 1881 г. е избран за дописен член, а през 1884 г. и за действителен член на Българското книжовно дружество (дн. Българска академия на науките). Работи като един от редакторите на вестник „Южна България“ (1883 – 1885) и на списание „Наука“ (1881 – 1884), издавано от Пловдивското научно книжовно дружество. По-късно, в София е член-основател и почетен член на Физико-математическото дружество (1898).
В Пловдив заема различни постове в управлението на Източна Румелия и се включва в местната Либерална партия. Началник е на Канцеларията на народното просвещение (1878) и директор на правосъдието (1882 – 1884). През следващите години се премества в Казанлък и се занимава с търговия с розово масло. Там се жени за Милка от известния род розопроизводители Папазови.
След Съединението Иван Салабашев се включва в Народнолибералната партия и участва в правителството на Стефан Стамболов като министър на финансите (1888 – 1890; 1892 – 1894) и министър на правосъдието (1892). През 1903 г. преминава към Демократическата партия. През 1908 г. става министър на финансите в кабинета на Александър Малинов (1908 – 1910). Наред с колегите си министри Стефан Паприков и Андрей Ляпчев, Салабашев представлява българската страна в преговорите за финансовото уреждане на независимостта на България, провъзгласена на 22 септември 1908, и ги завършва с успех, подписвайки българо-руския протокол от април 1909 г. За да посрещне увеличените вследствие от протокола финансови задължения на държавата, Салабашев повежда преговори за нов чуждестранен заем, като същевременно се опитва да разбие монопола на Париба върху българския държавен дълг и да отслаби контрола ѝ върху българските финанси. След като френското правителство проваля заем с друга френска банка – „Креди мобилие“, Салабашев постига споразумение с австрийската „Винер банкферайн“ (декември 1909). Сближението му с Виена затруднява княз Фердинанд, който търси голям заем от Париж, за да подготви България за война с Османската империя. Това кара княза да свали Салабашев от финансовото министерство (септември 1910). От 1910 до 1914 г. Салабашев е пълномощен министър в Австро-Унгария.
Иван Салабашев е сред първите български шахматисти. Научава се да играе шахмат в гимназията в Табор. След завръщането си в България започва да популяризира тази игра. Той е първият председател на създадения по негова инициатива Софийски шахматен клуб.
Заемайки разни постове в Източна Румелия, той предлага находчиво решение по какъв начин 56-членното Областно събрание в Пловдив, в което 30 от членовете са българи, да избере свой Постоянен комитет, състоящ се само от български представители. С това си решение младият политик става основоположник на изборната математика в България.
В негова чест е наречен математически турнир, който се провежда от 1992 г. в Стара Загора.
Автор е на книгата „Спомени“, София, 1943, год. ХХIII, 604 с. (издадена посмъртно).

## Памет
На Иван Салабашев е наречена улица в квартал „Драгалевци“ в София (Карта).